# Юсупов, Абдулбасид
Абдулбасид Юсупов  (1850—1910) — уйгур, участник трёх путешествий Н. М. Пржевальского, а также экспедиций Пьера Бонвало и принца Анри Орлеанского, переводчик со многих азиатских языков, кавалер ордена Святого Георгия, депутат от уйгурского народа на коронации Александра III в 1883 году.

## Биография
Родился в  Кульдже, где получил начальное образование  в местном медресе, затем в русско-туземной школе там же. С детства, кроме родного уйгурского, знал китайский, маньчжурский и монгольский языки. С 1874 года обучался  в Верненской школе переводчиков и проводников (так называемой «Кульджинской канцелярии»), созданной чиновником местной администрации, востоковедом Н. Н. Пантусовым.⠀
В 1876 году он был принят в качестве переводчика с китайского и уйгурского языков в штат 2-й экспедиции Н. М. Пржевальского на озеро Лобнор. Абдул Басид был переводчиком во время его переговоров Пржевальского с правителем государства Йеттишар ханом Якуб-беком и китайскими губернаторами. Он также участвовал в 3-м и 4-м путешествиях Пржевальского.  За участие в третьей экспедиции Пржевальского он был награждён орденом Святого Георгия 4-й степени и получил премию в 200 рублей.⠀За участие в 4-й экспедиции Юсупов был представлен ордену «Св. Георгия 3-й степени» и званию хорунжего. По мнению его биографа И. Иминова, Юсупов не получил эти награды по весьма романтической причине. Он влюбился в красавицу-уйгурку в Хотане, чем вызвал гнев Пржевальского лившего его права на награду и повышение в  чине.
С 1881 по 1883 годы по приказу начальника Генерального штаба Российской армии  был переводчиком у Правительственного комиссара по переселению уйгур и дунган, военного губернатора Семиречья генерал-майора А. Я. Фриде.⠀
В 1883 году Юсупов был направлен депутатом от уйгурского народа на коронацию императора Александра III  по представлению Степного генерал-губернатора Г. Колпаковского. На коронации Юсупов был награжден большой золотой медалью.⠀
В 1889-1890 годах Юсупов участвовал в Центральноазиатском путешествии французов Пьера Бонвало и принца Генриха Орлеанского  и вернулся в родные края через Египет.
Абдулбасид Юсупов вместе с принцем Орлеанским побывал в Тибете, Китае, Индии, достиг Египта. Совершил морские путешествия через Аравийское и Красное моря. Юсупов вернулся в Джаркент через три года, в 1892 году, основательно изучив французский язык..

## Семья
- Жена — Мариямнисахан, домашнее имя Маравзахан, родом из Турфана[2], познакомилась с Абдулбасидом в Хотане в конце 4-го путешествия Н. М. Пржевальского.
  - Дочь — Хадича[2]
  - Сын — Хамидулла Самсак Давляти, у него сын Абдурасул Самсак (1926-2005)[2]